# Herbert Seltmann
Herbert Seltmann (* 19. Mai 1911; † 1978) war ein deutscher Fußballspieler. Vor dem Zweiten Weltkrieg spielte er mit dem Planitzer SC in der Gauliga Sachsen und nahm 1942 an der Endrunde um die deutsche Fußballmeisterschaft teil. 1948 wurde er mit der SG Planitz Fußballmeister der Ostzone.

## Sportliche Laufbahn
Seltmann trat 1924 dem PSC bei und spielte zunächst beim Planitzer Nachwuchs, später in der zweiten Mannschaft des PSC. Bereits in der Saison 1930/31 gehörte Herbert „Gummi“ Seltmann als 20-jähriger Mittelfeldspieler zum Kader der 1. Mannschaft des westsächsischen Gauligisten. 1933 qualifizierte sich der Planitzer SC mit Seltmann für die neu geschaffene Gauliga Sachsen. In der ersten Runde des Friedrich-Meyer-Pokals 1934 war Seltmann am höchsten Pflichtspielerfolg des PSC beteiligt, als er beim 28:1 gegen den TV Ebersbrunn 5 Tore schoss. Damit war er drittbester Planitzer Torschütze in diesem Spiel, nach Schubert (13) und Weigel (7). In der Saison 1941/42 wurden die Planitzer Gaumeister und zogen mit Seltmann 1942 in die Endrunde der deutschen Fußballmeisterschaft ein. Dort stieß der SC bis in das Viertelfinale vor und scheiterte dort an First Vienna FC 1894 mit 2:3. Herbert Seltmann wurde in allen drei Spielen eingesetzt. Er gehörte auch noch in der letzten Spielzeit des Planitzer SC zum Spieleraufgebot, als der SC 1944/45 in der abgebrochenen Saison noch in der Gauliga spielte. Nach dem Zweiten Weltkrieg gehörte Seltmann zu den Spielern, die mit der neugegründeten Sportgemeinschaft (SG) Planitz den Fußball wieder belebten. 1948 wurden die Planitzer westsächsischer Fußballmeister und qualifizierten sich für die Fußball-Ostzonenmeisterschaft 1948. Mit dem 37-jährigen Seltmann erreichten sie das Endspiel und wurden mit einem 1:0-Sieg über die SG Freiimfelde Ostzonenmeister. Herbert Seltmann wurde im Finale als zentraler Mittelfeldspieler eingesetzt. Nach der Spielzeit 1948/49 mit der SG Planitz beendete er seine Laufbahn als Fußballspieler.
Danach war Seltmann noch Spielertrainer bei den BSGen Wismut Wildenfels und Pneumatik Aue.